# Het Steen (Brügge)

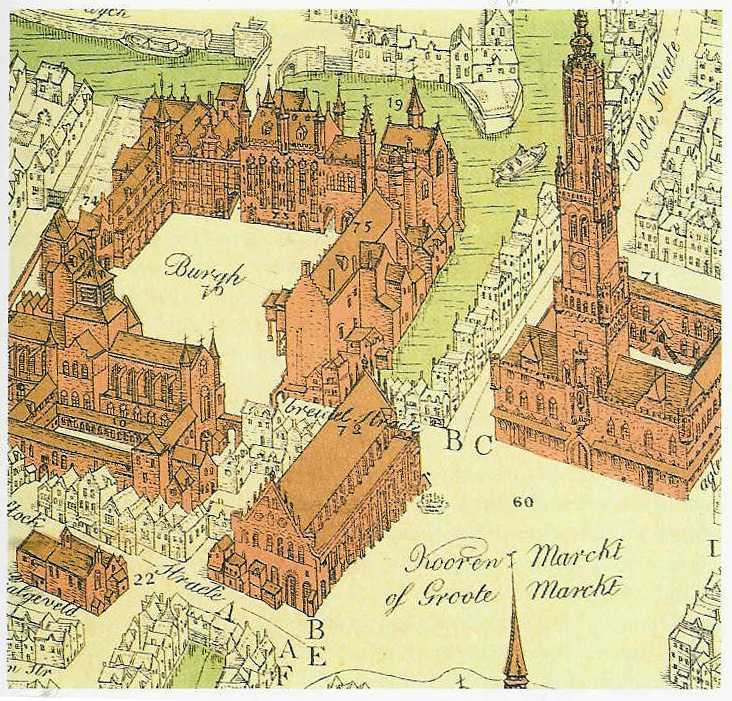
Het Steen auf der Karte Marcus Gerards (1562), unter Nummer 75.

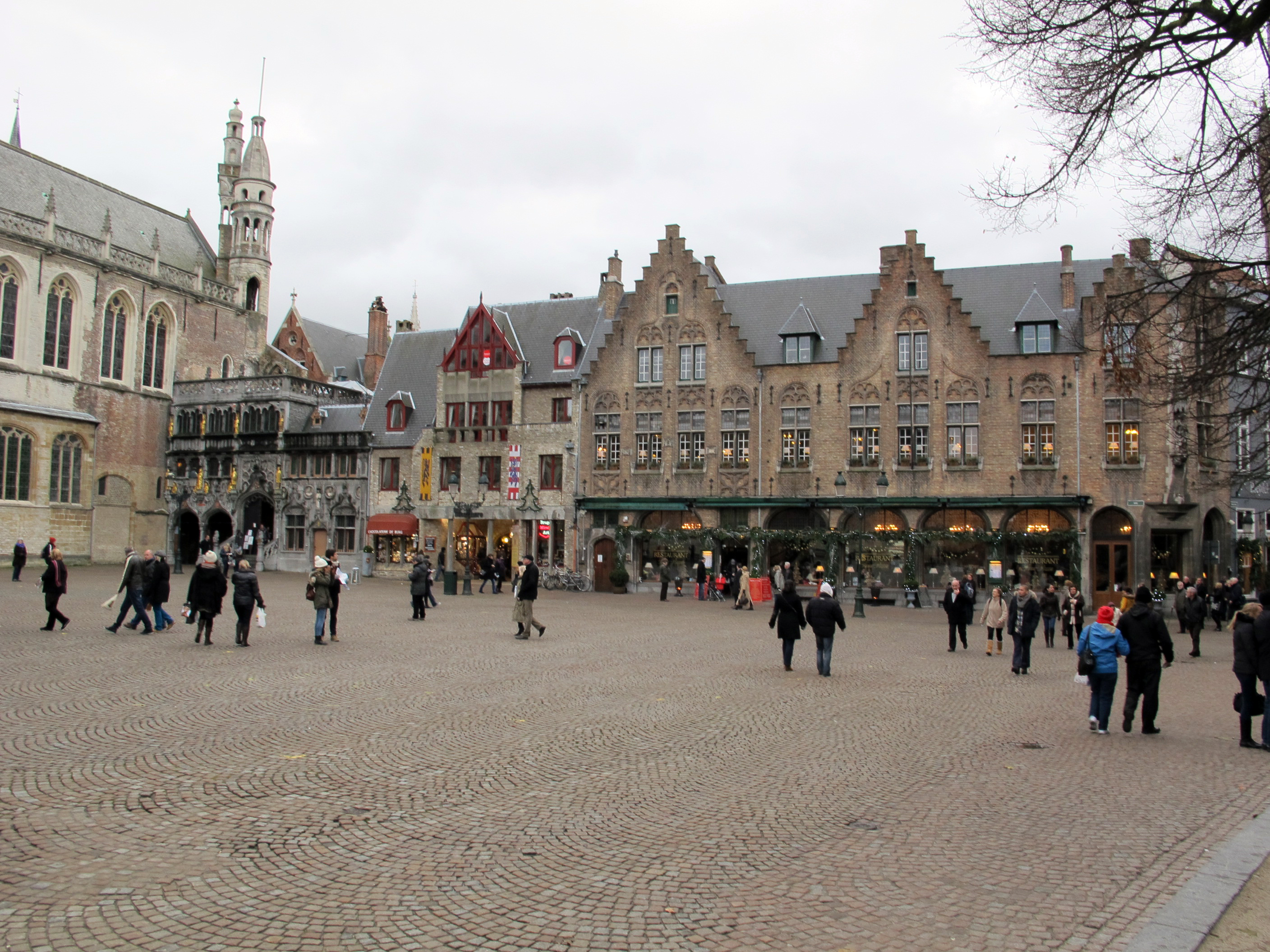
Die Lage der ehemaligen Steen am Burgplatz.

Het Steen war ein (heute nicht mehr existierendes) mittelalterliches Gebäude auf der Westseite des Burgplatzes in der belgischen Stadt Brügge.

## Geschichte
Es ist nicht sicher, ob das Gebäude ein Nachfolger des Oude Steen war, der in der Wollestraat im ältesten Teil der Stadt gebaut wurde und dessen Kellermauern aus Feldstein vermutlich aus dem 11. oder 12. Jahrhundert stammen.
Het Steen am Burgplatz kann auch aus dieser Zeit stammen, aber über seine früheste Geschichte ist wenig bekannt. Als Het Steen gebaut wurde, ersetzte es höchstwahrscheinlich ein Holzgebäude. Das erste Steingebäude, ein Donjon, wurde nach Ansicht von Historikern zwischen 863 und 965 von den Grafen Balduin I., Balduin II. oder Arnulf I. gebaut. Ein anderer Historiker situiert die Bauzeit in der Amtszeit des Grafen Balduin V. (1035–1067).
Die erste sichere Quelle stammt aus 1088, als das Gebäude als lapidis domus comitis erwähnt wurde. In der Geschichte von Galbert von Brügge über den Mord an Karl dem Guten fungierte Het Steen immer noch als gräfliche Residenz. Einer seiner Nachfolger soll noch im 12. Jahrhundert das Gebäude verlassen und bei einem Aufenthalt in Brügge die Residenz Love auf der gegenüberliegenden Seite des Burgplatzes als Residenz bevorzugt haben. Het Steen wurde ab dem Ende des 12. Jahrhunderts als gräfliches Gefängnis benutzt.
Am Ende des 13. Jahrhunderts verließ der Graf auch die Residenz Love und gewährte der Stadt das Nutzungsrecht an den in seinem Besitz befindlichen verschiedenen Brügger Gebäuden. Het Steen diente als Gefängnis der Stadt, bis das Gebäude größtenteils durch einen Brand zerstört wurde. Danach wurde das Raephuis am Pandreitje als neues Gefängnis eingerichtet.
1751 erhielt die Stadt das volle Eigentumsrecht an Het Steen. Es war immer noch durch den Brand beschädigt und die Stadt zog es vor, das baufällige Gebäude in den Jahren 1784 bis 1785 abzureißen. Das Grundstück lag bis Mitte des 19. Jahrhunderts brach. Die Stadt verkaufte das Grundstück und der Eisenwarenhändler Joseph De Jaegher baute hier ein Gebäude mit Werkstatt. 1955 wurde das Gebäude abgerissen und durch ein neuklassisches, dreistöckiges Gebäude mit vier Travéen ersetzt. Auch dieses Gebäude wurde 1977 abgerissen. An seine Stelle kam ein Gebäude mit einer Einkaufsgalerie bis zur Wollestraat, die den Namen Ten Steegere erhielt. Daneben wurde im 19. Jahrhundert ein heute noch existierendes, neugotisches Handelsgebäude errichtet, das 1931 mit drei Treppengiebeln im neugotischen Stil versehen wurde. So entstand In de Kapelle, wo sich jetzt die Brasserie Tompouce befindet.